# Фехтование на летних Олимпийских играх 1960

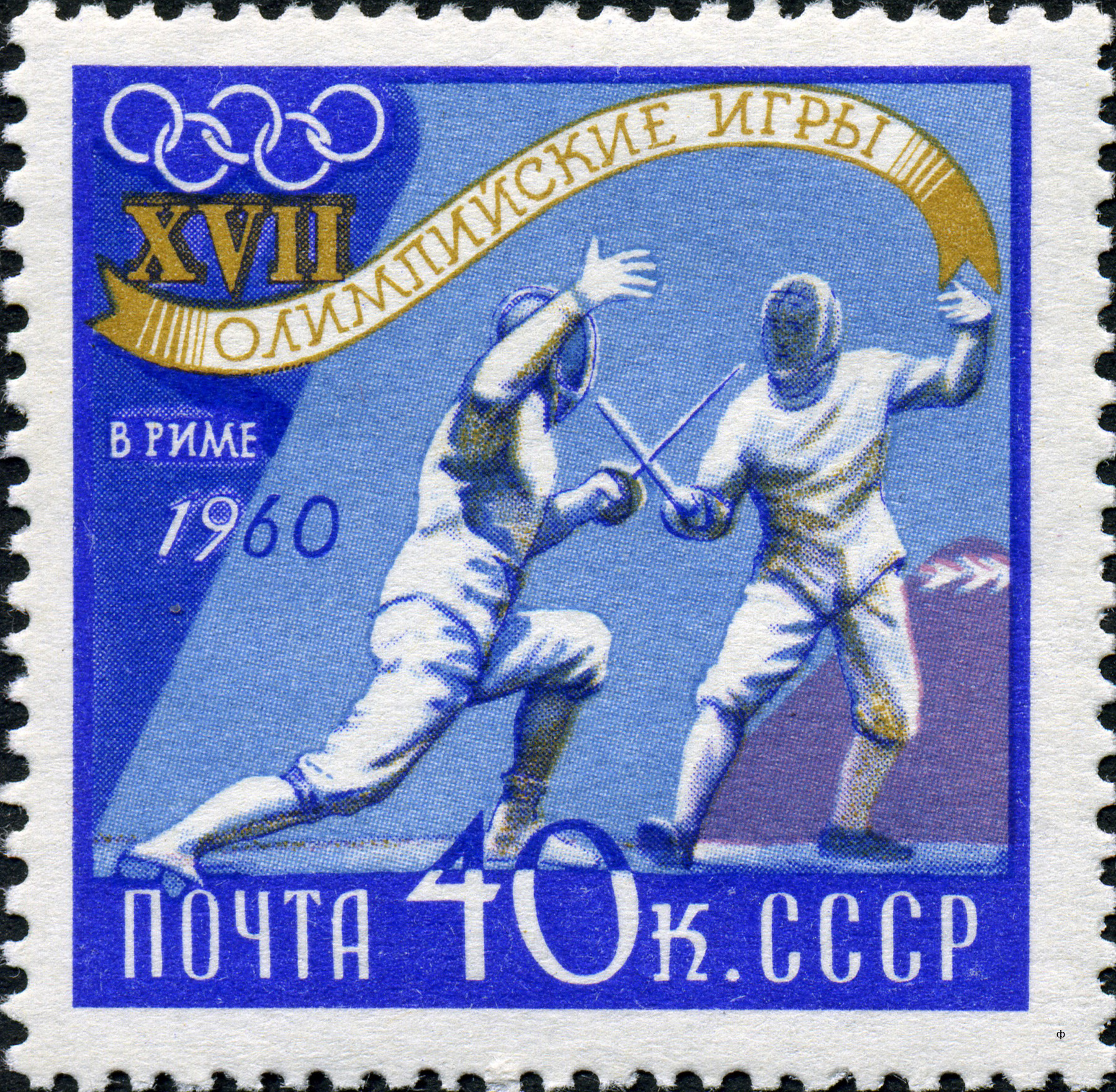
Почтовая марка СССР

Соревнования по фехтованию на летних Олимпийских играх 1960 года проводились среди мужчин и женщин. Мужчины соревновались на шпагах, рапирах и саблях (в личном и командном первенстве), женщины — только на рапирах. При этом женщины впервые в истории разыграли медали в командном первенстве на Олимпийских играх. Ранее в 1924—1956 годах женщины разыгрывали медали только в личном первенстве.

## Общий медальный зачёт
| Место | Страна                          | Золото | Серебро | Бронза | Всего |
| ----- | ------------------------------- | ------ | ------- | ------ | ----- |
| 1     | СССР                            | 3      | 2       | 2      | 7     |
| 2     | Венгрия                         | 2      | 2       | 0      | 4     |
| 3     | Италия                          | 2      | 1       | 3      | 6     |
| 4     | Объединённая германская команда | 1      | 0       | 1      | 2     |
| 5     | Великобритания                  | 0      | 2       | 0      | 2     |
| 6     | Польша                          | 0      | 1       | 0      | 1     |
| 7     | Румыния                         | 0      | 0       | 1      | 1     |
| 7     | США                             | 0      | 0       | 1      | 1     |

## Медалисты

### Мужчины

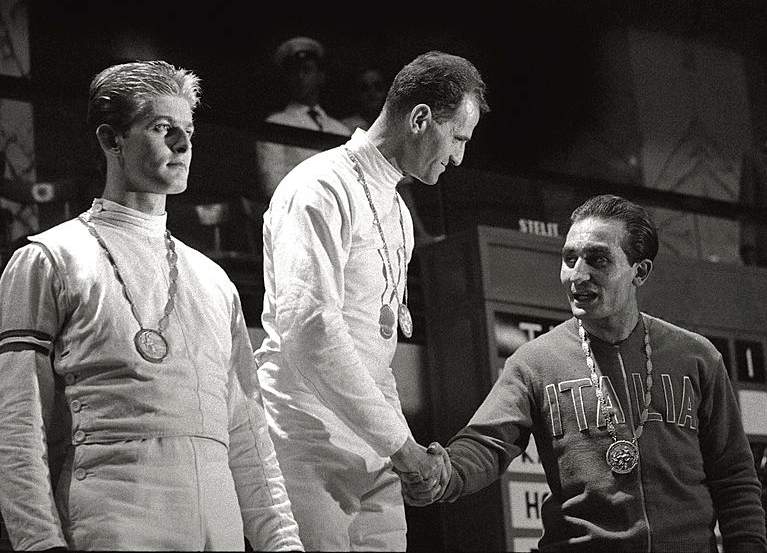
Призёры в личном первенстве саблистов

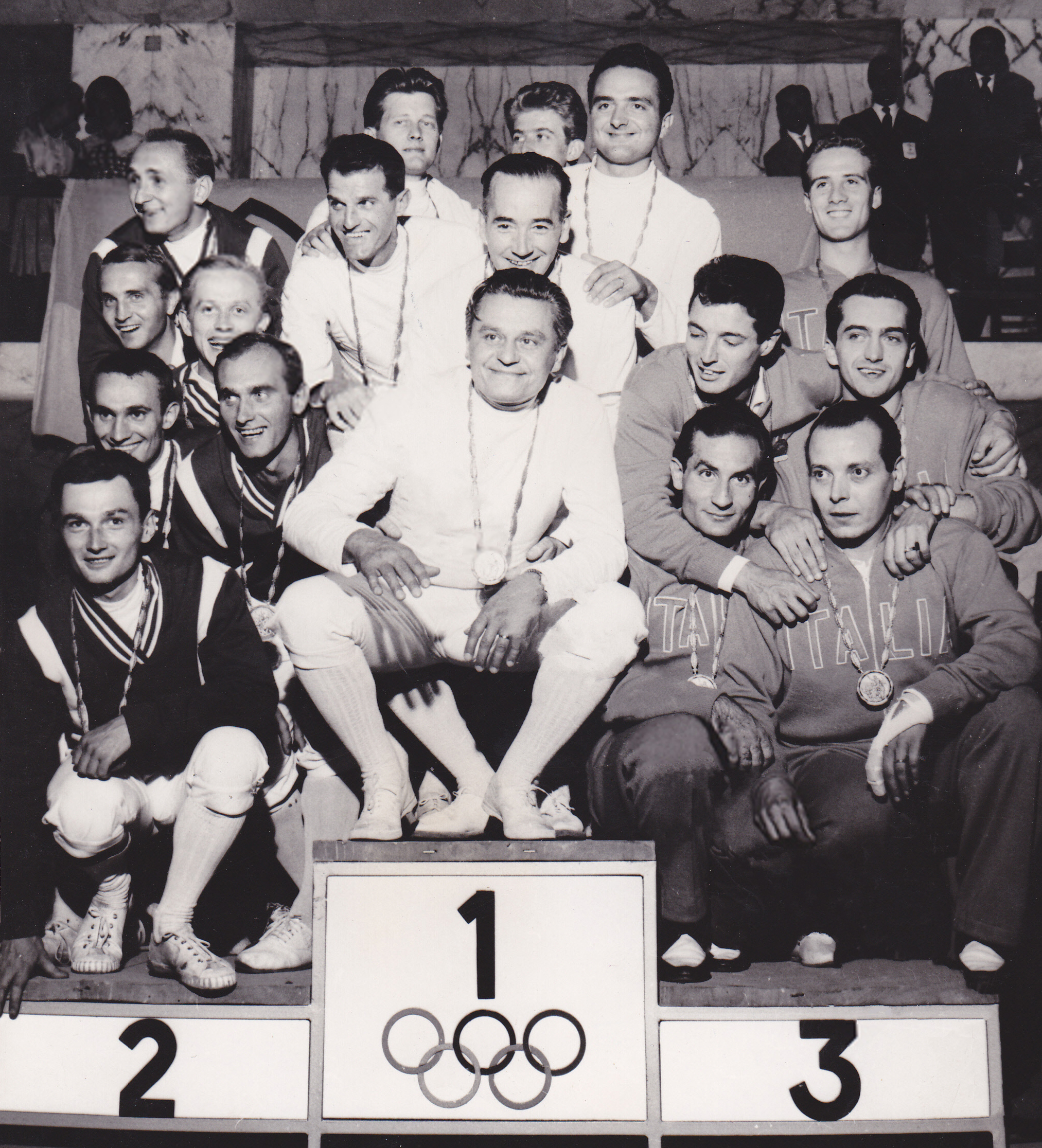
Призёры в командном первенстве саблистов

| Дисциплина                   | Золото | Серебро | Бронза                                                                                                  |
| ---------------------------- | --- | --- | --- |
| Рапира, личное первенство    | Виктор Жданович СССР | Юрий Сисикин СССР                                                                                              | Альберт Аксельрод США                                                                                   |
| Рапира, командное первенство | СССР · Виктор Жданович · Марк Мидлер · Юрий Рудов · Юрий Сисикин · Герман Свешников                                          | Италия · Альберто Пеллегрино · Луиджи Карпанеда · Марио Курлетто · Альдо Ауреджи · Эдоардо Манджаротти         | Объединённая германская команда · Юрген Тойеркауфф · Тим Герресхайм · Эберхард Мель · Юрген Брехт       |
| Шпага, личное первенство     | Джузеппе Дельфино Италия | Аллан Джей Великобритания                                                                                      | Бруно Хабаров СССР                                                                                      |
| Шпага, командное первенство  | Италия · Джузеппе Дельфино · Альберто Пеллегрино · Карло Павези · Эдоардо Манджаротти · Фиоренцо Марини · Джанлуиджи Саккаро | Великобритания · Аллан Джей · Майкл Ховард · Джон Пеллинг · Билл Хоскинс · Рэймонд Харрисон · Майкл Александер | СССР · Бруно Хабаров · Валентин Черников · Гурам Костава · Арнольд Чернушевич · Александр Павловский    |
| Сабля, личное первенство     | Рудольф Карпати Венгрия | Золтан Хорват Венгрия                                                                                          | Владимиро Каларезе Италия                                                                               |
| Сабля, командное первенство  | Венгрия · Аладар Геревич · Габор Дельнеки · Рудольф Карпати · Пал Ковач · Тамаш Менделеньи · Золтан Хорват                   | Польша · Мариан Кушевский · Эмиль Охира · Ежи Павловский · Анджей Пионтковский · Войцех Заблоцкий · Рышард Зуб | Италия · Джампаоло Каланкини · Владимиро Каларезе · Марио Раваньян · Роберто Феррари · Пьерлуиджи Чикка |

### Женщины
| Дисциплина                   | Золото | Серебро                                                                                  | Бронза                                                                                             |
| ---------------------------- | --- | ---------------------------------------------------------------------------------------- | -------------------------------------------------------------------------------------------------- |
| Рапира, личное первенство    | Хайди Шмид Объединённая германская команда                                                                                    | Валентина Растворова СССР                                                                | Мария Викол Румыния                                                                                |
| Рапира, командное первенство | СССР · Валентина Растворова · Галина Горохова · Александра Забелина · Валентина Прудскова · Татьяна Петренко · Людмила Шишова | Венгрия · Лидия Дёмёльки · Дьёрди Марвалитц · Магда Ньяри · Ильдико Рейтё · Каталин Юхас | Италия · Ирене Камбер · Бруна Коломбетти · Клаудия Пазини · Антонелла Раньо-Лонци · Велледа Чезари |